# Đỗ Kim Anh
Đỗ Kim Anh (sinh năm 1960) là một nhà thống kê học người Việt, bà là giáo sư trưởng khoa Thống kê sinh học tại Trung tâm về Ung thư MD Anderson, Đại học Texas.

## Sự nghiệp
Bà đến Úc năm 1978, theo học và tốt nghiệp đại hoc ngành toán và khoa học máy tính tại Đại học Queensland, Úc năm 1983.
Sau đó bà sang Mỹ, lấy bằng thạc sĩ tại Đại học Stanford năm 1985.
Năm 1990, bảo vệ luận văn về ngành thống kê toán học tại Đại học Stanford dưới sự hướng dẫn của Jerome H. Friedman. Luận văn của bà có nhan đề là Some Results in Statistical Modeling and Estimation for Software Reliability Problems.
Bà trở lại Úc và tiếp tục làm nghiên cứu viên tại Đại học Quốc gia Úc từ năm 1990 đến 1992 và sau đó là giảng viên chính tại đại Đại học Canberra từ năm 1992 đến 1994.
Từ năm 1995 đến 1999 bà là giảng viên chính về thống kê y khoa tại Trường Y, Đại học Queensland.
Năm 1999, bà quay lại  Mỹ và trở thành phó giáo sư ngành thống kê sinh học tại trung tâm M.D. Anderson về ung thư. Từ năm 2004 bà được phong làm giáo sư ở đây.
Bà là đồng tác giả của sách chuyên khảo
- G.J. McLachlan, K.-A. Do, and C. Ambroise  (2004) Analyzing microarray gene expression data. New Jersey: Wiley[3]

Và là đồng biên tạp của các sách:
- Do, K.A., Mueller, P. and Vannucci, M. (2006). Bayesian Inference for Gene Expression and Proteomics. Edited Volume. Cambridge University Press.
- Do, K.A., Qin, Z. and Vannucci, M. (2012). Advances in Statistical Bioinformatics: Models and Integrative Inference for High-Throughput Data. Edited Volume. Cambridge University Press.

Bà đạt một số giải thưởng sau
- M.D. Anderson Cancer Center Faculty Scholar Award, 2003-2005
- Australian Academy of Science Travel Award, 1994.

Bà là thành viên của American Statistical Association từ năm 2006 và là thành viên của Royal Statistical Society từ 2005.